# سد حريملاء
سد حريملاء هو أحد أقدم السدود في السعودية ويقع في محافظة حريملاء التابعة لمنطقة الرياض.

## نبذة
يستخدم السد لمواجهة السيول والفيضانات، كما يقوم بحفظ المياه في المنطقة عدة أشهر، كما أنه يساهم في زيادة منسوب المياه الجوفية وتبلغ السعة التخزينية 1500000 متر مكعب، وقد قام باختيار موقعه لجنة مشكلة من خبراء في الزراعة بالسعودية، وشركة سوغريا الاستشارية الفرنسية ليتم الاستفادة منه الإفادة القصوى.

## انطر أيضا
- محافظة حريملاء
- قائمة سدود السعودية